# Tibberton (Worcestershire)
Pour les articles homonymes, voir Tibberton.
Tibberton est une localité anglaise située dans le comté du Worcestershire.